# Kavakköy, Gelibolu
Kavakköy là một xã thuộc huyện Gelibolu, tỉnh Çanakkale, Thổ Nhĩ Kỳ. Dân số thời điểm năm 2011 là 2.485 người.